# Vežbe abdomena
Vežbe abdomena su vežbe dizajnirane za jačanje mišića, tetiva i ligamenata abdomena. Te vežbe, zajedno sa vežbama za leđa, su ključna za održavanje trupa tela. Dobro održavan trup (abdominalni i leđni mišići koji okružuju kičmu) je jedan od najboljih načina da se očuva dobro držanje pri starenju i jedna od najboljih odbrana protiv čestih povreda leđa koje uzrokuju bolove.
Vežbe abdomena mogu biti kategorizovane u četiri sekcije: 
1. Gornji abdomen
2. Donji abdomen
3. Središnji mišići
4. Zadnji leđni

## Linije vodilje za vežbe abdomena
Građenje i održavanje zdravog trupa je najbolje da se izvršava u okviru dnevne rutine ili da se integriše u prateći program za vežbanje. Da bi bilo efikasno, često se preporučuje da abdominalne i leđne vežbe budu izvođene oko četiri puta nedeljno, gde svaka sesija traje oko 10-20 minuta. Kako je odgovarajuća forma veoma važna pri vežbama za trbušne mišiće, možda je povoljno raditi sa nekim ko je obučen za fizičke vežbe, npr. fitnes trenerom, fizioterapeutom itd.

### Vrste abdominalnih vežbi
Postoje gotovo hiljade različitih vežbi za trbušne mišiće (latinski - inis n.). Jedan poznati sistem vežbanja abdominalnog dela je Pilates, i drugi programi vežbi kao što su joga i Tai Chi imaju pokrete koji se usredsređuju na jačanje trbušnih mišića.

## Mišići i masnoće
Postoji razlika izmedu mišića i masnoća. Masnoće nastaju unošenjem viška kalorija putem hrane, koje organizam čuva nataložene preko mišićnog tkiva. Mišići, sa druge strane, se sastoje iz vlakana, koja se kontrahuju kako bi proizvela pokret. Masnoća ne može da se pretvori u mišić, a takode ni mišić ne može da se pretvori u mast! Međutim, ono što se većini dešava je da izgube mišićnu masu, a da natalože masnoće.
Da bi se dobio zdrav i razvijen stomak moraju se eliminisati u potpunosti slojevi masnoće koji skrivaju trbušnjake. Svi imaju ravan stomak; jedini je problem što je nekima prekriven viškom masnoća.
Najefikasniji nacin da se izravna stomak je kombinacija treninga sa opterećenjem (sa fokusiranjem na središnji deo tela), kardiovaskularno vežbanje (kratki, naporni treninzi) i stabilizacija šecera u krvi (čuva vas od dodavanja novih slojeva masnoće i olakšava vašem telu da postojeću masnoću koristi kao gorivo).
Ono što takode treba da se spomene je da, ravan stomak estetski poboljšava izgled tela, vec i sprečava mišicnu neuravnoteženost između kukova i stomaka što u više od 80% slučajeva prouzrokuje bolove u donjem delu leđa! Tako jaki trbušnjaci znače i snažna i zdrava leđa.
Poželjna je neka vrsta progresivnog treninga sa opterećenjem.
Osnovna funkcija mišića abdomena je da savijaju vaš torzo napred. Ali takođe postoje mišići središnjeg dela, koji savijaju torzo u stranu i mišići koji ga rotiraju. Često viđamo ljude koji rade stotine trbušnjaka na svojim spravama iz tele šopa, međutim da bi se zaista efikasno ojačali stomačni mišići u program vežbanja treba da se  uvrste sledeći tipovi vežbi:
- 1-2 vežbe sa savijanjem trupa unapred (obrnuti trbušnjaci, podizanje kolena, klasičan trbušnjak, itd.)
- 1-2 vežbe sa savijanjem trupa u stranu (bočni pregibi, bočni trbušnjaci, itd.)
- 1-2 vežbe sa rotacijom (rotacija trupa, stojeće okretanje trupa, itd.)
- 1-2 vežbe sa istovremenim podizanjem ruku i nogu (sklopke)

Veoma su važne i kontrkcije mišića bez opterećenja

## Kvalitetne vežbe za zategnute trbušnjake:
- obrnuti trbušnjaci
- podizanje nogu iz upora ili visa
- spuštanje nogu
- bočni pregibi
- klasičan trbušnjak
- trbušnjak na lopti

Postoji mogućnost izbora vežbi, što zavisi na koju grupu mišića se usredsređuje osoba koja vežba, ali treba voditi računa da se trenira u pravilnoj formi i da se progresivno povećava opterećenje, odnosno broj ponavljanja. Stomačni mišići su mišići kao i bilo koji drugi i treba ih stoga trenirati najviše tri puta nedeljno.
2. Takođe je poželjan kratak i intenzivan kardio trening kako bi se  ubrzao metabolizam.
Kardio trening je važan, jer on, ukoliko se radi pravilno, može ubrzati metabolizam i u narednih 4-24 časa nakon treninga! To znači da je manja verovatnoća da đe se višak kalorija uskladištiti kao telesne masnoće, već će ih pre iskoristiti ubrzani metabolizam. A povrh toga, verovatno će se skinuti i nešto od postojećih masnih naslaga.
Sledeći primer intervalnog treninga može da se sledi prilikom bilo koje aerobne aktivnosti (šetanje, vožnja bicikla, plivanje, penjanje uz stepenice, itd.).
Zagrejavanje se izvodi laganim tempom u trajanju od 2-5 minuta. Izvodi se 30 sekundi izabrana aktivnost skoro maksimalnim tempom, a zatim umereno 1 minut (vreme oporavka i hvatanja daha). Ovaj proces je jedan interval, koji treba ponavljati 6-10 puta. Trening se završava hlađenjem laganim tempom 2-5 minuta.
Pored prethodno navedenih vežbi , tri najčešće vežbe su: 
1. Trbušnjaci
2. Polutrbušnjaci
3. Obrnuti polutrbušnjaci

## Spoljašnje veze
- (језик: енглески)- {Standing-Breathing Abdominal Toning Exercise}-
- (језик: енглески)- {Information on Joseph Pilates and his work}-